# Gesco (Grupo Impresa)
A Gesco é uma marca do Grupo Impresa. A atividade principal, é a gestão integrada de arquivos, centros de documentação e informação, através de uma solução tecnológica de arquivo eletrónico.
A sua sede é em Paço de Arcos, no concelho de Oeiras, junto ao complexo empresarial Quinta da Fonte.